# Возраст Земли (Космос: пространство и время)
Возраст Земли (англ. The Clean Room) — седьмой эпизод американского документального телевизионного шоу «Космос: пространство и время». Премьера эпизода состоялась 20 апреля 2014 года на телеканале Fox, а 21 апреля 2014 года — на телеканале National Geographic Channel. Эпизод посвящён тому, как учёные различными способами пытались определить возраст Земли. Также Тайсон рассказывает о борьбе Клэра Паттерсона (озвучил актёр Ричард Гир) с экологической проблемой загрязнения свинцом. Английское название (в буквальном переводе — «чистая комната») отсылает к одному из изобретений Паттерсона, идеально чистой комнате с контролируемыми условиями среды, которая используется для исследований, где это необходимо.
Эпизод посмотрело 3,71 миллиона зрителей. Рейтинг в возрастной категории 18-49 составил 1,4/4.

## Сюжет
Эпизод посвящён тому, как научными методами был определён возраст Земли, и как Клэр Паттерсон (в анимационных вставках его озвучил актёр Ричард Гир), занимавшийся этим вопросом в середине XX века, боролся с глобальным загрязнением природы свинцом. Тайсон сначала описывает, как из разрозненных кусков материи через несколько миллионов лет после рождения Солнца сформировалась Земля. Так как учёные при помощи геологических исследований горных пластов могут проследить лишь события последних нескольких миллионов лет, то в качестве исходного материала использовались обломки упавших метеоритов, подобных тем, что были найдены в Аризонском метеоритном кратере. Учёные знали, что метеориты прилетели из пояса астероидов, который появился в то же время, что и Земля, поэтому посчитали метеориты идеальным материалом для определения возраста Земли.
Тайсон в общих чертах обрисовывает работу Паттерсона как ученика Харрисона Брауна, которая состояла в определении количества свинца в частицах циркона, взятых из метеорита в Аризонском кратере, в то время как Джордж Тилтон проделывал ту же работу, определяя количество урана; если бы удалось установить период полураспада радиоактивного урана в метеоритах, то можно было бы определить возраст Земли. Поняв, что он не сможет получить правильный результат из-за загрязнения окружающей среды свинцом, завышающим результат, Паттерсон потребовал создания идеально чистого помещения, в котором он и определил возраст Земли в 4,5 млрд лет.
Тайсон переходит к тому, как Паттерсон, столкнувшись с загрязнением свинцом, решил привлечь внимание к этому факту широкой общественности. Тайсон объясняет, что свинца нет на поверхности, но его добычей из недр земли занимались люди (начиная со времен Римской империи), и что свинец является токсичным. Паттерсон доказал факт загрязнения свинцом, исследовав глубины океана и антарктический лёд, показывающее, что содержание свинца на поверхности не является естественным. Вскоре он обнаружил, что высокий уровень загрязнения свинцом обусловлен использованием тетраэтилсвинца в этилированном бензине, несмотря на то, что Роберт А. Кехо и другие упрямо настаивали на безопасности продукта. Паттерсон продолжил свою кампанию по борьбе с глобальным загрязнением свинцом, что в итоге привело к появлению закона об ограничении использования свинца. Тайсон завершает эпизод, отмечая, что учёные продолжают свои исследования, будучи готовыми, как и Паттерсон, встретиться с серьёзными экологическими проблемами, которые будут выявлены при изучении окружающей среды.

## Рейтинг и отзывы
Премьеру эпизода в прямом эфире на канале Fox посмотрело 3,71 миллиона зрителей. При этом рейтинг эпизода в возрастной категории 18-49 составил 1,4/4. В результате эпизод занял четвёртое и последнее место среди эпизодов своего таймблока, уступив эпизодам телесериалов «Хорошая жена», «В моих мечтах» и «Верь», и восьмое место среди семнадцати премьер той же ночи.
Дженнифер Оулет из Los Angeles Times назвала эпизод «самым сильным, самым последовательным и самым захватывающим эпизодом из всех».